# William Buckland
William Buckland (12 de marzo de 1784 en Axminster, Devonshire - 14 de agosto de 1856) fue un prominente naturalista, geólogo y paleontólogo inglés que escribió la primera descripción completa de un dinosaurio.
Favorable al creacionismo antiguo de la Tierra y a la teoría del Diluvio Universal, fue convencido de la realidad de las glaciaciones de Louis Agassiz.

## Primeros años y vida universitaria
Buckland nació en Axminster en Devonshire y cuando niño acompañó a su padre, el rector del Templeton and Trusham, en sus caminatas, durante las cuales hallaban y coleccionaban conchas fósiles, incluyendo ammonites del Jurásico en estratos visibles en las canteras.
Consiguió una beca en 1801 para estudiar Teología en el Corpus Christi College, de la Universidad de Oxford, al mismo tiempo que leía a John Kidd en materia de mineralogía y química e iba desarrollando su interés por la geología y por las investigaciones de campo de los estratos, durante sus vacaciones. Tras obtener su licenciatura en 1804 y ampliar estudios hasta 1808, pasó a ser miembro del Corpus Christi College, fue ordenado sacerdote y continuó realizando frecuentes excursiones geológicas a caballo por diversas partes de Inglaterra, Escocia, Irlanda y Gales. En 1813 sucedió a John Kidd en sus cursos de mineralogía, dando charlas animadas y populares cada vez con mayor énfasis en la geología y la paleontología. Como encargado no oficial del Ashmolean Museum, constituyó colecciones, hizo viajes por Europa y entró en contacto con muchos científicos, incluido Georges Cuvier.

## Geología del Diluvio
En 1818 Buckland fue elegido miembro de la Royal Society. Ese mismo año fue persuadido por el príncipe regente para asumir una nueva cátedra, esta vez de Geología, dictando la lección inaugural el 15 de mayo de 1819. La lección fue publicada en 1820 con el título de Vindiciæ Geologiæ, or the Connexion of Geology with Religion explained; en que justificaba la nueva ciencia de la geología y la conciliación de las pruebas geológicas con los relatos bíblicos de la Creación y del Diluvio de Noé. En un momento en que otros se oponían ya que eran influidos por la teoría del uniformismo de James Hutton, Buckland desarrolló su hipótesis de que la palabra "principio" en el Génesis significa un tiempo indefinido entre el origen de la tierra y la creación de sus actuales habitantes, en el que se han producido una larga serie de extinciones y de sucesivas creaciones de nuevos tipos de plantas y animales. Así, su teoría catastrofista incorporaba el creacionismo desde antiguo de la Tierra.
Buckland en 1823 fue el descubridor del Red Lady of Paviland en el País de Gales, yacimiento en el que se encuentran los más antiguos restos humanos encontrados en el Reino Unido hasta la fecha.
A partir de sus investigaciones de los huesos fósiles en Kirkdale Cave, en Yorkshire, llegó a la conclusión de que la cueva había sido habitada por hienas en tiempos antediluvianos, en lugar de suponer que eran los restos fósiles de animales que perecieron en el Diluvio y se transportaron desde los trópicos por la crecida de las aguas, como se pensaba entonces. Desarrolló estas ideas en su magna obra Reliquiæ Diluvianæ, or, Observations on the Organic Remains attesting the Action of a Universal Deluge, que se publicó en 1823 y se convirtió en un auténtico best-seller de la época.

## ElMegalosaurusy su matrimonio
Siguió viviendo en el Corpus Christi College, y en 1824 fue nombrado presidente de la Geological Society of London. Aquí anunció el descubrimiento, en Stonesfield, de los huesos fósiles de un reptil gigante que él llamó Megalosaurus (gran lagarto) y escribió la primera relación completa de lo que después sería considerado un dinosaurio.
En 1825 también renunció a su beca de la Universidad para ocuparse de su faceta como clérigo en una parroquia en Hampshire, pero antes de que pudiera asumir el nombramiento se le concedió una canonjía en otra parroquia, una jugosa recompensa como distinción académica sin grandes responsabilidades administrativas. En diciembre de ese año se casó con Mary Morland de Abingdon-on-Thames, en Oxfordshire, una consumada ilustradora y coleccionista de fósiles. Su luna de miel fue un año de gira por Europa, con visitas a los principales geólogos y a los yacimientos geológicos. Su esposa colaboró en su trabajo, a la vez que le dio nueve hijos, cinco de los cuales sobrevivieron para llegar a la edad adulta. Su hijo Frank Buckland se convirtió en un famoso naturalista por derecho propio. En una ocasión, Mary le ayudó a descifrar las huellas que se encontraban en una losa de piedra arenisca, cubriendo la mesa de la cocina con pasta mientras que depositaba sobre la masa a su mascota, una tortuga, lo que confirmó su intuición de que las huellas fósiles que estudiaba eran marcas dejadas por tortugas.
Su pasión por la observación y el experimento científico se extendió a su vida hogareña. No sólo llenó su casa de especímenes (minerales o animales, vivos y muertos). Augustus Hare, un famoso escritor coetáneo, recordaba que "Habló de extrañas reliquias que lo condujeron a mencionar el corazón de un rey francés conservado en Nuneham en un ataúd de plata. El doctor Buckland, al tiempo que buscó en ella, exclamó, "he comido muchas cosas extrañas, pero nunca había comido el corazón de un rey hasta ahora", y, antes de que nadie pudiera obstaculizarlo, lo devoró, y la preciada reliquia se perdió para siempre." El corazón en cuestión se dice que había sido el de Luis XIV.
Fue ayudado y alentado por Roderick Murchison durante varios años y en 1831 pudo sugerir un muy buen punto de partida en el sur del País de Gales para las investigaciones de Murchison en las rocas que más tarde se describe con gran detalle en su 'Sistema Silúrico'.
En 1832 presidió la segunda reunión de la British Association, que se celebró en Oxford.

## Bridgewater Treatise
Se encargó de contribuir con un volumen de la serie de ocho del Bridgewater Treatise, On the Power, Wisdom and Goodness of God, as manifested in the Creation. Ello le supuso casi cinco años de trabajo y fue publicado en 1836 con el título de Geology and Mineralogy considered with reference to Natural Theology. Su obra es un detallado compendio de sus teorías; como respuesta a las mismas Charles Babbage elaboró su Ninth Bridgewater Treatise.

## Teoría de la Glaciación
En ese momento Buckland era una destacada e influyente celebridad científica y un amigo del primer ministro del partido Tory, sir Robert Peel. En cooperación con Adam Sedgwick y Charles Lyell preparó el informe para el establecimiento del Servicio Geológico de Gran Bretaña.
Después de que se interesó en la teoría de Louis Agassiz sobre que el pulido y estriado de rocas, así como los materiales transportados, habían sido causados por antiguos glaciares, viajó a Suiza en 1838 para conocer a Agassiz y verle por sí mismo. Estaba convencido y recordó lo que había visto en Escocia, Gales y en el norte de Inglaterra, pero había atribuido a los efectos del diluvio. Cuando Agassiz llegó a Gran Bretaña para una reunión en Glasgow de la British Association en 1840, se trasladaron en una amplia gira por Escocia y allí encontró pruebas de la antigua glaciación. En ese año Buckland se había convertido en presidente de la Geological Society, y a pesar de su reacción hostil cuando se había presentado la teoría, se convenció de que la glaciación había sido el origen de gran parte de los depósitos de materiales que cubrían Gran Bretaña.
En 1845 fue nombrado por Sir Robert Peel para ocupar la vacante del decanato de Westminster y fue, poco después, inducido a residir en Islip, en las cercanías de Oxford, una prebdenda aneja al decanato. Buckland se involucró en la reparación y conservación de la Abadía de Westminster y en la prédica de sermones adecuados para la población rural de Islip, a la vez que continuaba sus conferencias sobre Geología en Oxford. En 1847 fue nombrado administrador del Museo Británico, y en 1848 se le concedió la Medalla Wollaston, de la Sociedad Geológica de Londres.
Hacia finales de 1849 contrajo una debilitante enfermedad tuberculante que le causaría la muerte en 1856. El emplazamiento de su tumba había sido previsto, pero cuando el sepulturero se puso a trabajar se encontró con un afloramiento de rocas calizas sólida del Jurásico justo por debajo del nivel del suelo y con explosivos listos para ser utilizados para la excavación. Esto pudo haber sido una broma ideada por el geólogo, que recuerda a la Elegía de Richard Whatley destinada al Profesor Buckland, escrita en 1820:

Cuando veamos a nuestro gran profesor morir
Diremos ¿Que en paz descansen sus huesos?
Si le enterramos en un rocoso sepulcro
se levantará y romperá las piedras
Y examinará cada estrato de alrededor
Porque él estará en su elemento.

## Obra

### Libros
- Vindiciae Geologicae; or the Connection of Geology with Religion explained in an Augural Lecture delivered before the University of Oxford, May 15th, 1819, on the Endowment of a Readership in Geology by H.R.H. the Prince Regent (1820)

- Reliquiae Diluvianae: or, observations on the organic remains contained in caves, fissures and diluvial gravel and on other geological phenomena, attesting the action of an universal deluge (1823)

- On Geology and mineralogy considered with reference to natural theology (1836)

### Artículos
- Account of an Assemblage of Fossil Teeth and Bones of elephant, rhinoceros, hippopotamus, bear, tiger, hyena, and sixteen other animals, discovered in a cave at Kirkdale, Yorkshire, in the year 1821 (1822)

- Notice on the Megalosaurus, or Great Fossil Lizard of Stonesfield (1824)

- On the Fossil Remains of the Megatherium recently imported into England from South America (1832)

### Artículos en línea disponibles
- Geologie und Mineralogie in Beziehung zur natürlichen Theologie. Del Rev. Dr William Buckland. Del inglés, de la segunda edición del original Geology and Mineralogy considered with reference to Natural Theology (uno de los Bridgewater Treatises), traducidos y anotados y los accesorios incluidos, por el Dr L. Agassiz. 1.er vol. de texto. Neuchâtel: impreso por Petit Pierre. Eds. de Eduard Leibrock, librero en Brunswick, 1838 y 1839. edición 1838, edición 1839

## Abreviatura (zoología)
La abreviatura Buckland  se emplea para indicar a William Buckland como autoridad en la descripción y taxonomía en zoología.

- La abreviatura «Buckland» se emplea para indicar a William Buckland como autoridad en la descripción y clasificación científica de los vegetales.[1]